# Economische sanctie

Landen die sancties uitvaardigden tegen Zuid-Afrika (blauw) tijdens de apartheid.

Economische sancties zijn commerciële en financiële beperkingen die door een of meer landen, bijvoorbeeld in het kader van de VN-Veiligheidsraad of de Europese Unie, worden opgelegd aan een zelfbesturende staat, groep of individu.
Economische sancties worden niet noodzakelijkerwijs opgelegd vanwege economische omstandigheden - ze kunnen ook worden opgelegd vanwege een verscheidenheid aan politieke, militaire sociale, juridische of ethische kwesties. Economische sancties kunnen worden gebruikt om binnenlandse en internationale doelen te bereiken. Sancties worden vaak toegepast bij internationale conflicten, wanneer een groep van landen besluit om een of meerdere sancties tegen een land uit te vaardigen, om op die manier het land te dwingen een andere politiek te gaan voeren, of met de bedoeling andere binnenlandse en internationale doelen te bereiken.
Sancties of boycots kunnen algemeen zijn, maar beperken zich meestal tot bepaalde goederen en diensten (vaak financiële diensten), olie of een ander belangrijke grondstof, of wapens.

## Sancties van de Europese Unie
Sancties van de Europese Unie, ook wel ‘restrictieve' of 'beperkende' maatregelen’ genoemd, worden opgelegd uit eigen initiatief van de Unie, of om gevolg te geven aan een bindende resolutie van de Veiligheidsraad van de Verenigde Naties, en dan in Europees recht worden omgezet. Ze worden uitgevaardigd door de Europese Raad of de Commissie. Europese sancties zijn bindend voor de EU-lidstaten.

## Sancties van de Verenigde Staten
De Verenigde Staten hebben sinds de jaren negentig twee derde van alle sancties ter wereld opgelegd. Volgens The Washington Post waren dat in 2024 “drie keer zoveel sancties als enig ander land of internationaal orgaan, gericht tegen een derde van alle naties, en met een of andere financiële sanctie op mensen, eigendommen of organisaties”. In maart 2016 waarschuwde Jack Lew, minister van Financiën in de regering-Obama, publiekelijk voor een “te ver doorgevoerd sanctiebeleid” en het risico dat “te vaak grijpen naar sancties uiteindelijk ons vermogen om die effectief te gebruiken zou kunnen verminderen”.
De sancties kunnen uitgevaardigd worden door een tiental overheidsbesturen, op grond van verschillende wetten. Een van de oudste daarvan is de Trading with the Enemy Act uit 1917. De sancties worden gecoördineerd door het Office of Foreign Assets Control (OFAC), een afdeling van het ministerie van financiën. Een embargo kan door de president opgelegd worden.

## Juridische basis
De VN-Veiligheidsraad heeft het exclusieve recht om sancties op te leggen in overeenstemming met Hoofdstuk VII van het Handvest van de Verenigde Naties. Deze sancties zijn bindend voor alle VN-lidstaten.
De juridische status van sancties, uitgevaardigd door een groep landen en niet door de VN, is controversieel. Sommige experts stellen dat deze sancties geen juridische basis hebben en daarom illegaal zijn. Anderen beweren dat deze sancties een juridische basis kunnen hebben, maar dat ze wel aan bepaalde voorwaarden moeten voldoen. De juridische basis kan dan betrekking hebben op een vermeend recht op zelfverdediging, op vergelding, of op collectieve actie, wanneer een groep landen van oordeel is dat het geviseerde land een schending van het internationaal recht heeft begaan.
Internationale sancties worden dan nog omgezet in nationaal recht, in Nederland bijvoorbeeld door de “Sanctiewet 1977”, in België door koninklijke besluiten, krachtens de wet van 11 mei 1995 (VN-sancties) of de wet van 13 mei 2003 (EU-sancties).
Bedrijven die de ingestelde sancties negeren, kunnen boetes en andere maatregelen opgelegd krijgen. Blokkeringswetten beogen bedrijven tegen de gevolgen van onrechtmatig geachte (extraterritoriale) sancties te beschermen, maar verbieden diezelfde bedrijven de sancties te volgen. Internationale bedrijven kunnen daardoor juridisch in een dilemma terechtkomen.

## Onderzoek
Exportgerichte bedrijven doen vaak een beroep op sanctiedeskundigen voor specifieke informatie. Ook op academisch niveau werd onderzoek verricht. 

## In de geschiedenis
Historische voorbeelden van economische sancties zijn onder meer:
- Het Continentaal Stelsel van Napoleon (1806-1814), een verbod aan de gebieden onder zijn controle op alle handel met Engeland, louter bedoeld om dat land te verzwakken en zo de oorlogsdreiging te verminderen. Het was echter niet zozeer een sanctie die Engeland kon beëindigen door de een of andere eis in te willigen.
- Tijdens de Eerste Wereldoorlog werden verschillende economische sancties en blokkades ingesteld.
- Sancties van de Volkerenbond tegen het Italië van Mussolini tijdens de crisis in Abessinië (1935)
- Boycot van de apartheid in Zuid-Afrika (1960-1994).
- Er is een brede boycot tegen Irak onder Saddam Hoessein geweest na afloop van de Golfoorlog (1990-1991).
- Een beperktere boycot is de boycot van de Verenigde Staten jegens Cuba.
- De boycot tegen Iran als gevolg van zijn nucleair programma (sinds 2002).
- Internationale sancties tegen Rusland tijdens de Russisch-Oekraïense oorlog (sinds 2014).